# Kablesjkovo (Boergas)
Kablesjkovo (Bulgaars: Каблешково) is een stad in Bulgarije. Het is gelegen in de gemeente Pomorie, oblast Boergas en heeft sinds 2014 een stadsstatus: daarvoor was het een dorp.

## Bevolking
Op 31 december 2020 telde de stad Kablesjkovo 2.899 inwoners.
| Bevolkingsontwikkeling tussen 1934 en 2020          |
| --------------------------------------------------- |
|                                                     |
| Bron: Nationaal Statistisch Instituut van Bulgarije |

Er wonen ongeveer tweeduizend etnische Bulgaren (70% van de bevolking) en 816 etnische Roma (29% van de bevolking). De meeste inwoners zijn aanhangers van de Bulgaars-Orthodoxe Kerk.
| Etnische samenstelling van de respondenten (2011) | Etnische samenstelling van de respondenten (2011) | Etnische samenstelling van de respondenten (2011) | Etnische samenstelling van de respondenten (2011) | Etnische samenstelling van de respondenten (2011) |
| ------------------------------------------------- | ------------------------------------------------- | ------------------------------------------------- | ------------------------------------------------- | ------------------------------------------------- |
|                                                   |                                                   |                                                   |                                                   |                                                   |
| Bulgaren                                          | Bulgaren                                          |                                                   | 70,1%                                             | 70,1%                                             |
| Turken                                            | Turken                                            |                                                   | 0,5%                                              | 0,5%                                              |
| Roma                                              | Roma                                              |                                                   | 28,8%                                             | 28,8%                                             |
| Anders/Onbekend                                   | Anders/Onbekend                                   |                                                   | 0,6%                                              | 0,6%                                              |

De leeftijdsstructuur is jonger dan de rest van Bulgarije: 702 inwoners zijn jonger dan twintig jaar, terwijl 612 inwoners zestig jaar of ouder zijn.